# Драйшок, Феликс
Феликс Драйшок (нем. Felix Dreyschock; 27 декабря 1860, Лейпциг — 1 августа 1906, Берлин) — немецкий композитор и пианист чешского происхождения. Сын скрипача Раймунда Драйшока и певицы Элизабет Нозе (1832—1911).
Учился у лейпцигского органиста Карла Юнне, затем, после смерти отца в 1869 г. и переезда матери в Берлин, у берлинских специалистов, среди которых были Эрнст Рудорф, Вильгельм Тауберт и Фридрих Киль, и наконец в берлинской Консерватории Штерна у Генриха Эрлиха, затем преподавал там же (первоначально — замещая своего учителя; о том, насколько более выгодное впечатление произвёл на него Драйшок по сравнению с Эрлихом, вспоминал впоследствии Бруно Вальтер). Дебютировал как солист в 1883 году, выступал также и в ансамбле (например, со скрипачкой Армой Зенкра). Автор многочисленных фортепианных этюдов, а также песен, в том числе на стихи Генриха Гейне, Пауля Хейзе и др. Записал на ролик Welte-Mignon аранжированный Ференцем Листом Свадебный марш Феликса Мендельсона.
Драйшоку посвящены Две пьесы для фортепиано Op. 45 Морица Мошковского.